# Amphidasya neblinae
Amphidasya neblinae är en måreväxtart som beskrevs av Julian Alfred Steyermark. Amphidasya neblinae ingår i släktet Amphidasya och familjen måreväxter. Inga underarter finns listade i Catalogue of Life.